# Верхнекаменское
Верхнека́менское (укр. Верхньока́м'янське) — село на Украине, находится в Бахмутском районе Донецкой области.
Код КОАТУУ — 1420981501. Население по переписи 2022 года составляет 20 человек. Почтовый индекс — 84525. Телефонный код — 6274.

## История
В 2014 году, во время вооружённого конфликта на востоке Украины,
село несколько месяцев контролировалось силами ДНР.
24 июля 2014 года было объявлено о взятии села украинской армией.

## Адрес местного совета
84525, Донецкая область, Бахмутский р-н, с. Верхнекаменское, ул. Землянова, 1